# Nicoll Fosdick
Nicoll Fosdick (* 9. November 1785 in New London, Connecticut; † 7. Mai 1868 ebenda) war ein US-amerikanischer Politiker. Zwischen 1825 und 1827 vertrat er den Bundesstaat New York im US-Repräsentantenhaus.

## Werdegang
Nicoll Fosdick wurde ungefähr zwei Jahre nach dem Ende des Amerikanischen Unabhängigkeitskrieges im New London County geboren. Er schloss seine Vorstudien ab. Fosdick zog nach Norway (New York). Bei der Präsidentschaftswahl von 1816 trat er als Wahlmann für James Monroe an. In den Jahren 1818 und 1819 saß er in der New York State Assembly.
Als Folge einer Zersplitterung der Demokratisch-Republikanischen Partei vor und während der Präsidentschaft von John Quincy Adams (1825–1829) schloss er sich der Adams-Fraktion an. Bei den Kongresswahlen des Jahres 1824 für den 19. Kongress wurde Fosdick im 20. Wahlbezirk von New York in das US-Repräsentantenhaus in Washington, D.C. gewählt, wo er am 4. März 1825 die Nachfolge von Ela Collins und Egbert Ten Eyck antrat. Er schied nach dem 3. März 1827 aus dem Kongress aus.
Er kehrte 1843 nach New London zurück. Zwischen 1849 und 1853 war er dort als Zolleinnehmer (Collector of Customs) tätig. Ferner ging er Handelsgeschäften nach. Er verstarb ungefähr drei Jahre nach dem Ende des Bürgerkrieges in New London. Sein Leichnam wurde auf dem Cedar Grove Cemetery beigesetzt.